# Ulrich Biesinger
Ulrich Biesinger (6. august 1933 i Oberhausen, Tyskland – 18. juni 2011) var en tysk fodboldspiller, der som angriber på det vesttyske landshold var med til at vinde guld ved VM i 1954 i Schweiz, efter den sensationelle 3-2 sejr i finalen over storfavoritterne fra Ungarn. Han var dog ikke på banen under turneringen. I alt nåede han at spille syv landskampe og score to mål.
Biesinger var på klubplan primært tilknyttet BC Augsburg, hvor han sammenlagt spillede i ti sæsoner.